# Ференц Суса
Ференц Суса (мађ. Szusza Ferenc; Будимпешта, 1. децембар 1923. — 1. август 2006), је био мађарски фудбалер који је играо током четрдесетих и педесетих година двадесетог века.
Ференц Суса је играо у првој мађарској дивизији за Ујпешт у периоду од 1941. до 1960. године, значи читаву своју фудбалску каријеру. Такође је играо 24 утакмице за репрезентацију Мађарске и био је са Ујпештом четири пута шампион Мађарске.
По ИФФХС статистици Ференц Суса је други голгетер Мађарске прве лиге свих времена и дванаести свих времена у свету. Такође по тој статистици Суса је један од фудбалера који постигао највише погодака играјучи за један тим.

## Трофеји (као играч)

### Ујпешт
- Првенство Мађарске (4) : 1945, 1945/46, 1946/47, 1959/60.

### Репрезентација Мађарске
- Балкански куп (1) : 1947.

## Табела мађарских голгетера свих времена
| Име           | Година  | Утакмица | Голова | (%)  |
| ------------- | ------- | -------- | ------ | ---- |
| Имре Шлосер   | 1906-28 | 301      | 417    | 139% |
| Ференц Суса   | 1940-61 | 462      | 393    | 85%  |
| Ђула Женгелер | 1935-47 | 325      | 387    | 119% |
| Јожеф Такач   | 1920-40 | 355      | 360    | 101% |
| Ференц Пушкаш | 1943-56 | 354      | 357    | 101% |
| Ђерђ Шароши   | 1931-48 | 383      | 351    | 92%  |
| Ђула Силађи   | 1943-60 | 390      | 313    | 80%  |
| Ференц Деак   | 1944-54 | 238      | 305    | 128% |
| Ференц Бене   | 1960-78 | 418      | 303    | 72%  |
| Геза Толди    | 1928-46 | 324      | 271    | 84%  |

По завршетку играчке каријере Ференц Суса је прешао у тренере. Тренирао је мађарске клубове Ђер ЕТО (у два наврата) и Ујпешт (такође у два наврата), пољски Горњик Забже и шпанске тимове Реал Бетис и Атлетико Мадрид.
Стадион Ујпешта је назван по њему Стадион Ференца Сусе.